# Uromyces striatus
Uromyces striatus ist eine Ständerpilzart aus der Ordnung der Rostpilze (Pucciniales). Der Pilz ist ein Endoparasit von Wolfsmilchen sowie der Hülsenfrüchtlergattungen Medicago und Hosakia. Symptome des Befalls durch die Art sind Rostflecken und Pusteln auf den Blattoberflächen der Wirtspflanzen. Sie ist weltweit verbreitet.

## Merkmale

### Makroskopische Merkmale
Uromyces striatus ist mit bloßem Auge nur anhand der auf der Oberfläche des Wirtes hervortretenden Sporenlager zu erkennen. Sie wachsen in Nestern, die als gelbliche bis braune Flecken und Pusteln auf den Blattoberflächen erscheinen.

### Mikroskopische Merkmale
Das Myzel von Uromyces striatus wächst wie bei allen Uromyces-Arten interzellulär und bildet Saugfäden, die in das Speichergewebe des Wirtes wachsen. Ihre Spermogonien wachsen unterseitig auf den Wirtsblättern. Die ebenfalls  blattunterseitig wachsenden Aecien der Art sind weißlich. Ihre hyalinen Aeciosporen sind 14–25 × 11–20 µm groß, kugelig bis breitellipsoid und warzig. Die meist blattunterseitig wachsenden Uredien des Pilzes sind zimtbraun. Die gold- bis hell zimtbraunen Uredosporen sind 19–25 × 15–20 µm groß, kugelig bis breitellipsoid und stachelwarzig. Die Telien der Art sind dunkelbraun, pulverig und unbedeckt. Die dunkel gold- bis hell kastanienbraunen Teliosporen sind einzellig, in der Regel kugelig bis ellipsoid, warzig und meist 19–25 × 15–20 µm groß. Ihre Stiele sind farblos.

## Verbreitung
Das bekannte Verbreitungsgebiet von Uromyces striatus umfasst die ganze Welt.

## Ökologie
Die Wirtspflanzen von Uromyces striatus sind für den Haplonten Wolfsmilche (Euphorbia spp.) und für den Dikaryonten diverse Medicago- und Hosakia-Arten. Der Pilz ernährt sich von den im Speichergewebe der Pflanzen vorhandenen Nährstoffen, seine Sporenlager brechen später durch die Blattoberfläche und setzen Sporen frei. Die Art durchläuft einen makrozyklischen Entwicklungszyklus mit Spermogonien, Aecien, Telien und Uredien. Als heteroöker Parasit macht sie einen Wirtswechsel durch.